# Le fil rompt où il est mince
Le Fil rompt où il est mince (Где тонко, там и рвётся) est une pièce de théâtre en un acte écrite par Ivan Tourgueniev en 1848, elle a été montée à Moscou en 1851 et notamment  en 1912 où elle obtint un très grand succès. Les personnages s’expriment dans un russe truffé d’expressions françaises.

## Personnages
- Anna Vassilievna Libanova, propriétaire, veuve, 40 ans.
- Véra Nikolaïevna, sa fille, 19 ans.
- Mademoiselle Bienaimé, dame de compagnie et institutrice, 40 ans.
- Varvara Ivanovna Morozova, parente de Libanova, 45 ans.
- Vladimir Petrovitch Stanitsine, un voisin, prétendant de Véra, 28 ans.
- Evguéni Andréitch Gorski, le personnage principal, voisin, 30 ans.
- Ivan Pavlovitch Moukhine, un voisin, propriétaire de deux cents âmes, 30 ans.
- Le capitaine Tchoukhanov, militaire à la retraite, 50 ans.
- Le maître d’hôtel.
- Un domestique

## Résumé
Acte I
- Une pièce dans la maison d’un riche propriétaire, au fond la salle à manger, à droite le salon, à gauche le jardin, à l’avant-scène une table, un piano, des fauteuils, un billard et une grande pendule.

Gorski est installé au salon de Mme Libanova, il accueille son ami Moukhine qui a été invité par Mme Libanova. Gorski lui décrit la maison, Mme Libanova, son histoire et surtout sa fille Véra.

Gorski n’aime pas Véra au point de se marier car il a le mariage en horreur, mais il veut tout de même empêcher Stanitsine, un autre prétendant, de faire sa demande à Véra. C’est pour cela qu’il est là aujourd’hui, il veut la garder pour lui.

Arrive Mlle Bienaimé qui emmène Gorski en aparté. Moukhine est seul lorsque Véra rentre, elle échange quelques mots avec Moukhine pour être polie et s’éloigne avec Gorski.

Entre les deux, c’est une discussion où ni l’un ni l’autre ne veut trop en dire. Sont-ils amoureux l’un de l’autre ?

Mme Libanova descend, salue le nouvel arrivé, Moukhine, lui annonce que chez elle, les invités ont la « liberté entière » puis lui impose de venir jouer aux cartes avec le capitaine Tchoukhanov, Varvara Ivanova Morozova et elle-même. Ces deux-là n’ont également pas le choix, ils vivent à ses crochets et doivent faire selon ses désirs.

Véra et Gorski ont de nouveau une discussion. Elle lui reproche de ne pas savoir ce qu’il veut et quand il va lui avouer enfin son amour, ils sont interrompus par l’arrivée de Stanitsine. Véra qui ne veut pas voir Stanitsine part et laisse Gorski l’accueillir.
Seul, Gorski part dans un monologue, veut-il se marier, non, mais que veut-il ?

Stanitsine a trouvé Véra et lui fait aussitôt sa demande en mariage. Elle réserva sa réponse et court vers Gorski, le met en demeure de se déclarer et elle va jusqu’à lui avouer qu’elle est attirée par lui. Gorski lui demande d’attendre car il a beaucoup à se reprocher et laisse entendre qu’il serait un libertin.

Mme Libanova et ses invités se réunissent pour un jeu de société. Il s’agit d’inventer une histoire. Gorski commence, mais est interrompu par Véra qui ironise sur lui. Elle quitte la pièce avec Stanitsine, puis ce dernier revient en courant car Véra accepte de devenir sa femme. il va faire sa demande à Mme Libanova qui accepte aussitôt.

Gorski organise pour tous une sortie en forêt et, sous son agitation, on sent le dépit.

## Extrait
- Véra à Gorski qui lui reprochait d’avoir dit oui à Stanitsine : « Lui, ce qu’il a sur le cœur, il l’a sur la langue ».

## Édition française
- Ivan Tourgueniev, Théâtre complet, tome 1, traduit par Georges Daniel, L'Arche, Paris, 1964.